# Tortolì
Denna artikel handlar om staden Tortolì. Se också Ogliastra (provins).
Tortolì (sardiska: Tortuelie, latin: Portus Ilii) ort och kommun i provinsen Nuoro på Sardinien. Kommunen hade 11 081 invånare (2017). Tortolì gränsar till kommunerna Arzana, Bari Sardo, Elini, Girasole, Ilbono, Lotzorai, Villagrande Strisaili. Tortolì var huvudort för den tidigare provinsen Ogliastra tillsammans med Lanusei.

## Externa länkar

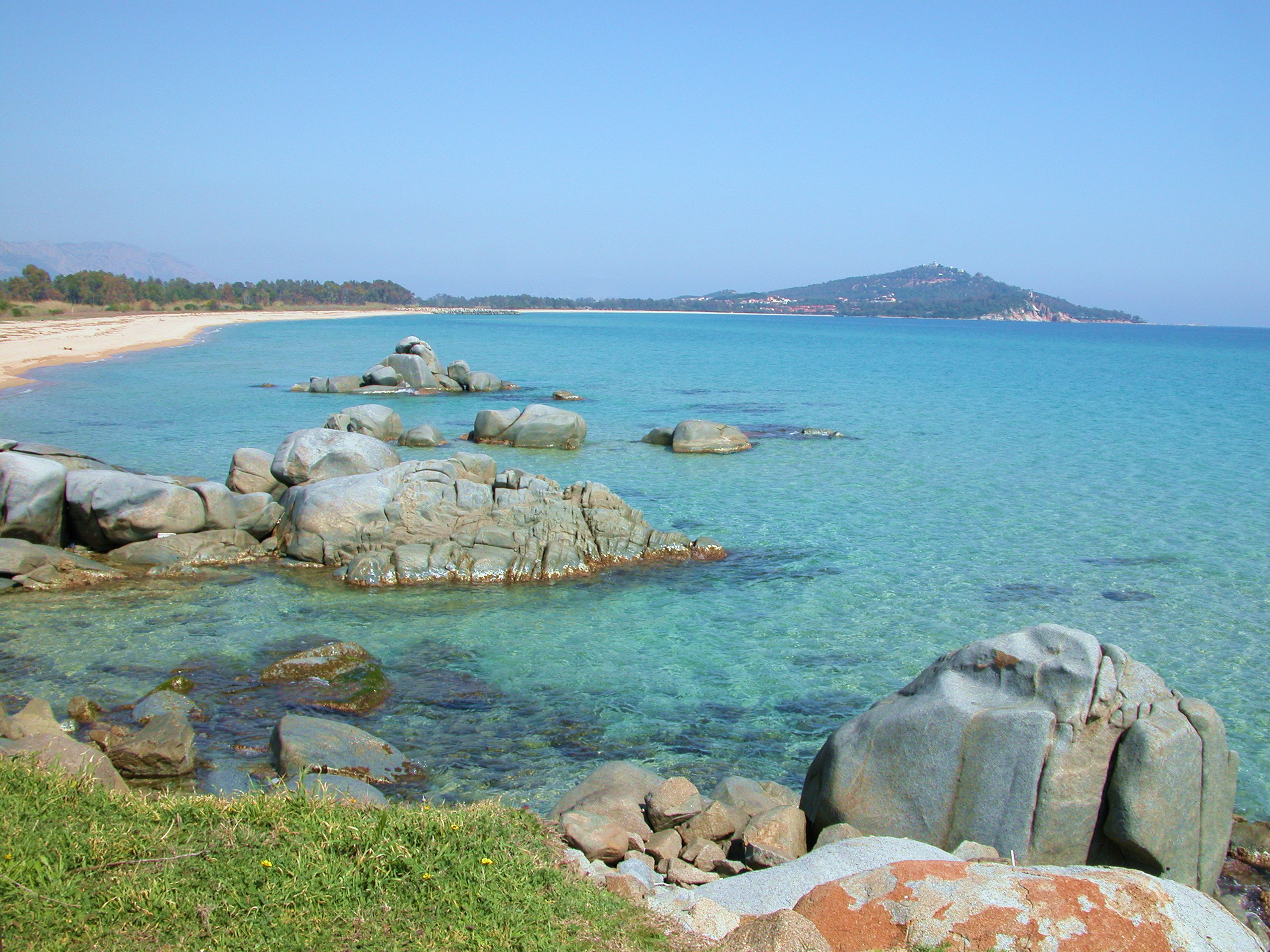
Lido di Orri

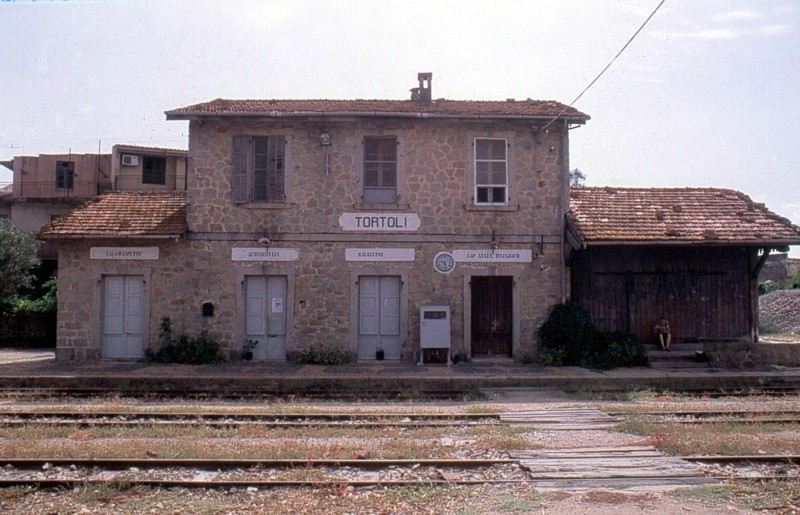
Tortolì järnvägsstation